# Santiago de Veraguas
Santiago de Veraguas es la capital de la provincia de Veraguas, en Panamá. En calidad de capital provincial alberga la gobernación, los ministerios y las principales oficinas de entidades oficiales. También es el principal centro comercial, financiero, educativo, cívico y cultural de la provincia de Veraguas. 
La ciudad es sede del Municipio de Santiago compuesto por 16 corregimientos. Sin embargo, el territorio de la ciudad esta repartido por los corregimientos del radio urbano de Santiago (cabecera), Canto del Llano, San Martín de Porres, Nuevo Santiago y Rodrigo Luque así como de los sectores periféricos de localidades de los corregimiento Los Algarrobos, La Peña y Edwin Fábrega.

## Historia

### Origen y fundación

#### Época colonial
Santiago fue fundada por los pobladores de Montijo y Santa Fe en el siglo XVII, quienes reunidos en este lugar, decidieron fundar una población que les sirviera de centro de partida para las expediciones y fue establecido al sur del río Martín Grande, comúnmente llamado río Los Chorros. Con toda evidencia, Santiago no existía aún en 1606 cuando el Obispo de Panamá, Antonio Calderón de León, redactó la relación de los pueblos que conformaban la provincia de Veraguas. Aparecen Santa Fe (el más antiguo), San Pedro de Montijo, Atalaya, Nuestra Señora de los Remedios y Santiago de Alanje. Tampoco aparece en la deficiente cartografía del mapa del Gobernador Lorenzo del Salto, fechado en 1620. El manuscrito 2930 de la Biblioteca Nacional madrileña expresa claramente que Santiago si existía en 1621 (folio 159 r°) lo cual corrobora la hipótesis de que su fundación ha debido tener lugar en los años postrimeros del siglo XVI o en los inicios del siglo XVII. El cronista Juan Díez de la Calle en su obra “Colección de Documentos de la Historia Eclesiástica y Civil de América”, precisa que “la ciudad de Santiago de Veraguas fue fundada el 23 de octubre de 1621”. 
El cronista hizo una relación donde da a conocer las ciudades y pueblos indígenas del Reino de Tierra Firme. Otros testimonios acerca de la existencia de Santiago la vieja; como se le llamó en documentos coetáneos que dan informes sobre su traslado en 1637, proceden de otras referencias y valiosos documentos inéditos. De manera que existen dos momentos bien definidos en las páginas de la historia de Santiago: Santiago de Veraguas la vieja de 23 de octubre de 1621 y la nueva de 1637. Se calcula que, en los alrededores de 1630, debió construirse la iglesia, el asilo y el hospital San Juan de Dios. En 1687, un grupo de piratas liderados por Moisés Vanclein y Pedro Picardo, tomaron y saquearon la ciudad, llevándose como prisioneros a algunos de sus moradores. Al extinguirse definitivamente el Tribunal de la Audiencia de Panamá por la Real Cédula del 20 de junio de 1751, el país quedó regido por un gobierno militar con el nombre de Comandancia General de Tierra Firme, la cual incluía la provincia de Veraguas.

#### Unión con Colombia

##### Independencia de Panamá de España
El 28 de noviembre de 1821 se proclamó en la Ciudad de Panamá la Independencia de Panamá de España. Sin embargo, no fue hasta el 1 de diciembre de ese año que se proclamó en Santiago la independencia de la provincia de Veraguas del poder español por invitación de la ciudad de Natá de los Caballeros. La independencia fue declarada en una reunión realizada en el ayuntamiento que fue presidida por el alcalde interino Casimiro de Bal. El Acta de Independencia fue redactada por el secretario Manuel Eusebio Saldaña.

##### Estado Soberano de Panamá
Fue nombrada capital del Estado Soberano de Panamá, el 1 de julio de 1862, por el presidente Santiago de la Guardia, para evitar la incursión de Panamá en la guerra civil colombiana, sin embargo, tanto el general Peregrino Santacoloma (designado por Tomás Cipriano de Mosquera) como los liberales liderados por Buenaventura Correoso desconocieron el cambio de la capital y entablaron una batalla en Natá el 19 de agosto, que acabó con la vida del presidente De la Guardia y la caída del gobierno afincado en Santiago.

#### Época republicana
El 9 de noviembre de 1903, a las 3:30 p. m., se firmó el acta de adhesión a la Separación de Panamá de Colombia.
En 1975, se construyó la pista de aterrizaje Rubén Cantú]], ubicado a cinco kilómetros del centro de Santiago.

## Economía
La economía de la ciudad de Santiago se basa en el comercio, la banca, la agricultura, la construcción y la ganadería. La industria agroalimenticia ha experimentado un gran crecimiento en los últimos años, de igual manera han aumentado los centros comerciales y las actividades del sector terciario y en menor grado en la industria de la alfarería en corregimientos como La Peña, y la talabartería en La Colorada.

## Demografía
La población del distrito de Santiago es de 109 605 habitantes (según cifras de los censos nacionales de 2023).
El corregimiento de La Peña tiene 5943 habitantes (2023).1 Canto del Llano tiene 13 678 habitantes, el corregimiento de San Martín de Porres 16 156 habitantes (2023).1
Los Algarrobos tiene 8.218 habitantes (2023).1

## Desarrollo urbano
La ciudad de Santiago tiene un pasado y trayectoria compartida con el resto de las capitales provinciales de Panamá. La base común de este territorio es la colonización por el Imperio español. Estas capitales provinciales estaban saliendo de un prolongado y lento proceso colonial de configuración que se puede observar en el censo y los planos. También la conformación de una identidad nacional republicana, luego de la separación de Colombia e independencia hacia inicios del siglo XX, delineado el perfil de su territorio como regional de Veraguas. El tránsito de ciudad-aldea a la génesis de una ciudad contemporánea tiene un marco temporal de un poco más de un siglo. La ciudad de Santiago era una aldea y hubo pocos cambios estructurales luego del letargo colonial y los primeros años republicanos. Su tejido urbano se configuró a partir de un núcleo central organizado a partir de una serie de espacios públicos y equipamientos de orden religioso y gubernamental. No hubo un trazado en retícula como sí existió en muchas ciudades coloniales; sino que se fue organizando accidentalmente en relación con una serie de caminos por potreros que, junto al caserío, fue consolidando la estructura de calles y manzanas.. Los pobladores se abastecían de arroyos, manantiales y pozos de agua por lo que el aprovisionamiento de agua era rudimentario e insalubre. No existía acueducto sanitario, se utilizaban letrinas. Esta condición de higiene fue causa de problemas sanitarios. El principal medio de conectividad con la Ciudad de Panamá era vía marítima a través de los puertos de Aguadulce y Montijo, cuyo trayecto –incluyendo el tramo terrestre- se podía contabilizar en un viaje de varios días. Es decir, era una forma de vida casi medieval.
A partir de la década de 1930 inicia una nueva etapa de cambio y modernización; principalmente ejecutada por los ingenieros y la ejecución de obras públicas, que se relacionan con la idea de saneamiento ambiental y moral, con el fin de resolver aspectos de la vida cotidiana. Se prioriza la higienización de la ciudad con la construcción del sistema de acueductos y alcantarillado en 1938 así como también la construcción de hospitales, unidades sanitarias, mercados y escuelas. Al mismo tiempo que existieron avances en la higienización de la ciudad, hubo cambios tecnológicos con la introducción de los automóviles y el servicio de transporte que obligó a pensar en la necesidad de la pavimentación de las calles y una nueva escala urbana. Esto permitía el desplazamiento en distancias más largas, fuera del centro primario e interurbano. Entre otras de las innovaciones tecnológicas que mejoraron las comunicaciones estuvo la introducción de la radio en 1947 y del teléfono en 1949.
La construcción de la Escuela Normal establece un nuevo orden geométrico a la ciudad de calles rectas y avenidas a partir de unos ejes primarios. La construcción monumental del proyecto arquitectónico no fue solamente desde la edilicia sino también desde la urbanística, que estableció un nuevo sistema vial. En este sentido, la avenida Central se definió como el centro de la actividad comercial y administrativa de la ciudad. Fuera de este entramado se realizaron las primeras expansiones urbanas con parcelaciones periféricas residenciales que intenta incorporarse a este trazado impuesto. La construcción de la carretera Panamericana en 1964 estableció un nuevo límite y facilitó la urbanización hacia el sector norte de la ciudad, en los alrededores del sitio conocido como El Llano, hoy Canto del Llano. El crecimiento demográfico y la necesidad de nuevo suelo urbano para la construcción de vivienda obligaron a una respuesta gubernamental tanto formal con viviendas de interés social como de repartición de tierras estatales. Además de la consolidación de nuevos barrios se construyó una serie de equipamientos deportivos.
La respuesta gubernamental formal no fue suficiente y surgieron asentamientos espontáneos mediante toma de tierras estatales/municipales que dio paso a los primeros procesos de crecimiento informal así como también de una mayor invisibilidad de la pobreza y desigualdad urbana, que ya no es concentrada sino aislada. Como respuesta ante las amenazas de descontrol, el entonces Ministerio de Vivienda (MIVI) realizó el plan de 1978 donde establece unas normativas para formalizar el crecimiento, el establecimiento de un límite urbano y la distribución de algunos usos de suelo así como una nomenclatura oficial y caracterización de calles. Esta iniciativa normalizó el crecimiento de la ciudad organizada en barrios residenciales de baja densidad. Hay que mencionar lo limitado del plan, en aquel momento, un plan parcial, pues se circunscribía a la división política del entonces corregimiento de Santiago. Las decisiones agravadas fuera del ejido urbano determinado en 1978 ha permitido el desarrollo en baja densidad conectándose de manera tangencial al tejido morfológico existente y una urbanización atropellada del suelo. La consecuencia ha sido la expansión centrífuga hacia los cuatro ejes de la ciudad, relacionada con la compra-venta de los latifundios periféricos. En este momento es que Santiago ha adquirido su forma actual de ciudad regional, en un proceso sociológico y político, la ciudad de masas. Con los procesos neoliberales y globalización a partir de los años noventa, existe un nuevo momento desarrollista, con inversiones públicas y privadas que ha traído también desigualdad urbana y fragmentación. La expansión urbana ha traído una superposición de zonas residenciales, consumo excesivo de suelo agrícola, un modelo de desarrollo urbano disperso poco sostenible, largos desplazamientos que producen congestión y contaminación ambiental. El desarrollo de los bordes periféricos ha incentivado el debilitamiento y despoblamiento del Casco Antiguo de la ciudad, para su rehabilitación y regeneración. En el Casco Antiguo no existe oferta de vivienda, debido al encarecimiento especulativo del suelo en la zona central pero con una inexistente inversión en la mejora de su infraestructura que lo hagan atractivo como opción para vivir. Los sectores más empobrecidos que no tienen acceso al mercado inmobiliario lo hacen desde la precarización de la vivienda en cuartos de alquiler, sobre viviendas que son transformadas en habitaciones para migrantes de sectores principalmente rurales que llegan en búsqueda de mejores oportunidades de educación y empleo. Los espacios públicos y del transporte urbano, constituyen grandes temas en cuanto al desafío y retos de la ciudad. Hoy, desde la planificación urbana, surgen nuevas preocupaciones como la relación entre el área urbanizada y la calidad del medio ambiente urbano, las dicotomías centro y periferia, la regeneración del centro, los procesos de agroindustrialización, la pobreza debido al crecimiento demográfico y la gobernabilidad a escala metropolitana.

## Educación
La ciudad Santiago de Veraguas cuenta con la Escuela Normal Juan Demóstenes Arosemena, el principal centro educativo secundario para la formación de maestros de enseñanza primaria. Inició labores el 5 de junio de 1938 como la Escuela Normal de Santiago y fue rebautizaba en honor al presidente Juan Demóstenes Arosemena.
Entre las principales escuelas del distrito Santiago se encuentra (El Instituto Urracá, el IPTV "Instituto Profesional y Técnico de Veraguas", el IPOTH "Instituto Profesional Omar Torrijos Herrera", Primer Cicló Belisario Villar Pérez, Oxford School, Escuela San Vicente de Paul, entre otras). Algunas de éstas escuelas ofrecen modalidades educativas nocturnas.

## Clima
| Parámetros climáticos promedio de Santiago de Veraguas (normales 1991–2020, extremos 1955–presente) | Parámetros climáticos promedio de Santiago de Veraguas (normales 1991–2020, extremos 1955–presente) | Parámetros climáticos promedio de Santiago de Veraguas (normales 1991–2020, extremos 1955–presente) | Parámetros climáticos promedio de Santiago de Veraguas (normales 1991–2020, extremos 1955–presente) | Parámetros climáticos promedio de Santiago de Veraguas (normales 1991–2020, extremos 1955–presente) | Parámetros climáticos promedio de Santiago de Veraguas (normales 1991–2020, extremos 1955–presente) | Parámetros climáticos promedio de Santiago de Veraguas (normales 1991–2020, extremos 1955–presente) | Parámetros climáticos promedio de Santiago de Veraguas (normales 1991–2020, extremos 1955–presente) | Parámetros climáticos promedio de Santiago de Veraguas (normales 1991–2020, extremos 1955–presente) | Parámetros climáticos promedio de Santiago de Veraguas (normales 1991–2020, extremos 1955–presente) | Parámetros climáticos promedio de Santiago de Veraguas (normales 1991–2020, extremos 1955–presente) | Parámetros climáticos promedio de Santiago de Veraguas (normales 1991–2020, extremos 1955–presente) | Parámetros climáticos promedio de Santiago de Veraguas (normales 1991–2020, extremos 1955–presente) | Parámetros climáticos promedio de Santiago de Veraguas (normales 1991–2020, extremos 1955–presente) |
| Mes                                                                                                 | Ene.                                                                                                | Feb.                                                                                                | Mar.                                                                                                | Abr.                                                                                                | May.                                                                                                | Jun.                                                                                                | Jul.                                                                                                | Ago.                                                                                                | Sep.                                                                                                | Oct.                                                                                                | Nov.                                                                                                | Dic.                                                                                                | Anual                                                                                               |
| --------------------------------------------------------------------------------------------------- | --------------------------------------------------------------------------------------------------- | --------------------------------------------------------------------------------------------------- | --------------------------------------------------------------------------------------------------- | --------------------------------------------------------------------------------------------------- | --------------------------------------------------------------------------------------------------- | --------------------------------------------------------------------------------------------------- | --------------------------------------------------------------------------------------------------- | --------------------------------------------------------------------------------------------------- | --------------------------------------------------------------------------------------------------- | --------------------------------------------------------------------------------------------------- | --------------------------------------------------------------------------------------------------- | --------------------------------------------------------------------------------------------------- | --------------------------------------------------------------------------------------------------- |
| Temp. máx. abs. (°C)                                                                                | 37.0                                                                                                | 38.0                                                                                                | 39.4                                                                                                | 39.4                                                                                                | 38.4                                                                                                | 37.6                                                                                                | 36.4                                                                                                | 35.8                                                                                                | 36.4                                                                                                | 35.2                                                                                                | 35.6                                                                                                | 36.0                                                                                                | 39.4                                                                                                |
| Temp. máx. media (°C)                                                                               | 33.0                                                                                                | 34.4                                                                                                | 35.3                                                                                                | 35.1                                                                                                | 33.1                                                                                                | 32.0                                                                                                | 31.9                                                                                                | 32.0                                                                                                | 31.8                                                                                                | 30.9                                                                                                | 31.0                                                                                                | 32.0                                                                                                | 32.7                                                                                                |
| Temp. media (°C)                                                                                    | 26.8                                                                                                | 27.7                                                                                                | 28.3                                                                                                | 28.7                                                                                                | 28.0                                                                                                | 27.4                                                                                                | 27.2                                                                                                | 27.3                                                                                                | 27.0                                                                                                | 26.7                                                                                                | 26.7                                                                                                | 26.8                                                                                                | 27.4                                                                                                |
| Temp. mín. media (°C)                                                                               | 20.5                                                                                                | 20.9                                                                                                | 21.3                                                                                                | 22.3                                                                                                | 23.0                                                                                                | 22.9                                                                                                | 22.5                                                                                                | 22.6                                                                                                | 22.2                                                                                                | 22.4                                                                                                | 22.3                                                                                                | 21.5                                                                                                | 22.0                                                                                                |
| Temp. mín. abs. (°C)                                                                                | 15.6                                                                                                | 15.6                                                                                                | 16.6                                                                                                | 16.8                                                                                                | 18.0                                                                                                | 19.4                                                                                                | 18.0                                                                                                | 18.8                                                                                                | 18.2                                                                                                | 17.8                                                                                                | 18.8                                                                                                | 15.2                                                                                                | 15.2                                                                                                |
| Lluvias (mm)                                                                                        | 22.5                                                                                                | 16.7                                                                                                | 20.9                                                                                                | 96.7                                                                                                | 313.7                                                                                               | 300.8                                                                                               | 243.0                                                                                               | 317.3                                                                                               | 342.4                                                                                               | 395.5                                                                                               | 259.3                                                                                               | 82.7                                                                                                | 2411.5                                                                                              |
| Días de lluvias (≥ 0.1 mm)                                                                          | 2.3                                                                                                 | 1.1                                                                                                 | 1.8                                                                                                 | 6.2                                                                                                 | 17                                                                                                  | 18                                                                                                  | 15                                                                                                  | 18                                                                                                  | 20                                                                                                  | 21                                                                                                  | 17                                                                                                  | 6.6                                                                                                 | 144                                                                                                 |
| Horas de sol                                                                                        | 235.1                                                                                               | 243.3                                                                                               | 247.6                                                                                               | 202.6                                                                                               | 160.0                                                                                               | 124.6                                                                                               | 133.2                                                                                               | 139.1                                                                                               | 128.0                                                                                               | 129.8                                                                                               | 139.3                                                                                               | 182.2                                                                                               | 2064.8                                                                                              |
| Fuente n.º 1: World Meteorological Organization                                                     | | | | | | | | | | | | | |
| Fuente n.º 2: IMHPA Climates to Travel                                                              | | | | | | | | | | | | | |

## Patrimonio
- La Escuela Normal Juan Demóstenes Arosemena
- La Catedral Santiago Apóstol
- El Museo Regional de Veraguas
- Parque Juan Demóstenes Arosemena
- Universidad de Panamá
- Centro de visitantes en del Canal de Panamá.
- Placita San Juan de Dios.
- Parque La Amistad

## Ciudades hermanas
La mayoría de las ciudades con las que Santiago de Veraguas está hermanada llevan el nombre del Apóstol del mismo nombre. Algunas son:
- Santiago de Compostela, España
- Santiago de Chile, Chile
- Santiago de Cuba, Cuba
- Santiago de Querétaro, México
- Santiago del Estero, Argentina
- Santiago de Cali, Colombia
- San Juan Sacatepéquez, Guatemala[12]

## Galería

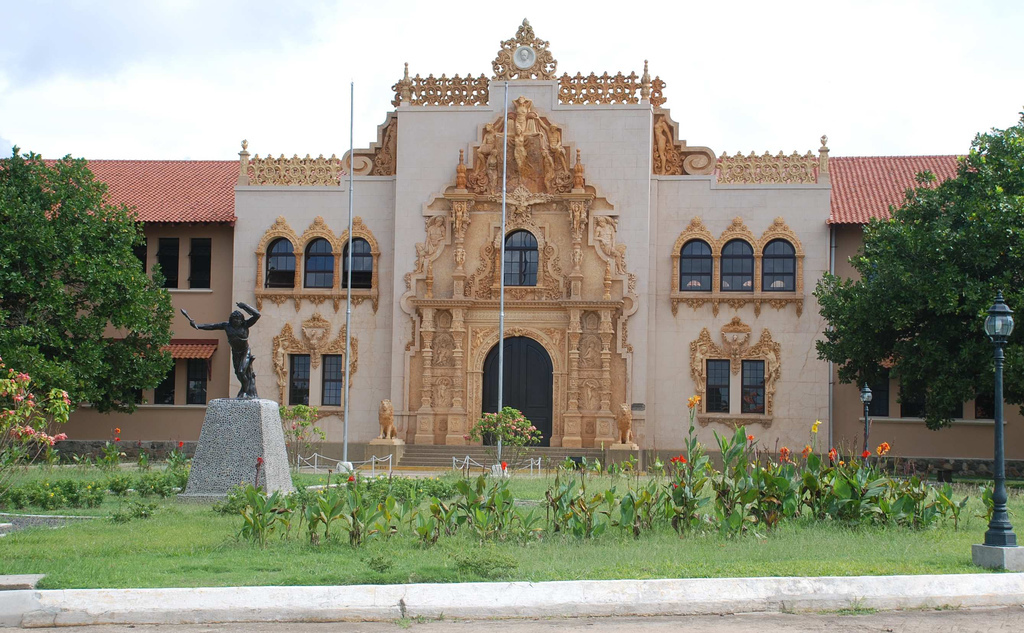
Escuela Normal de Santiago
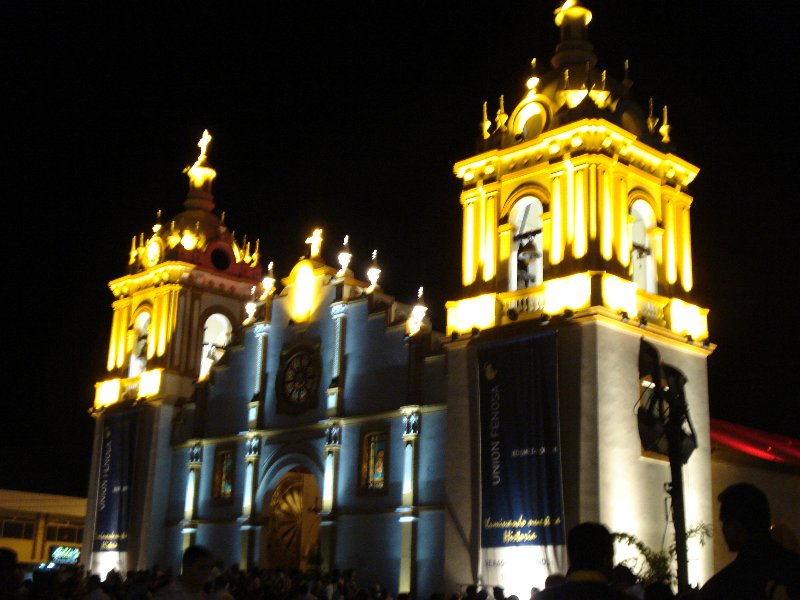
Catedral de Santiago Apóstol
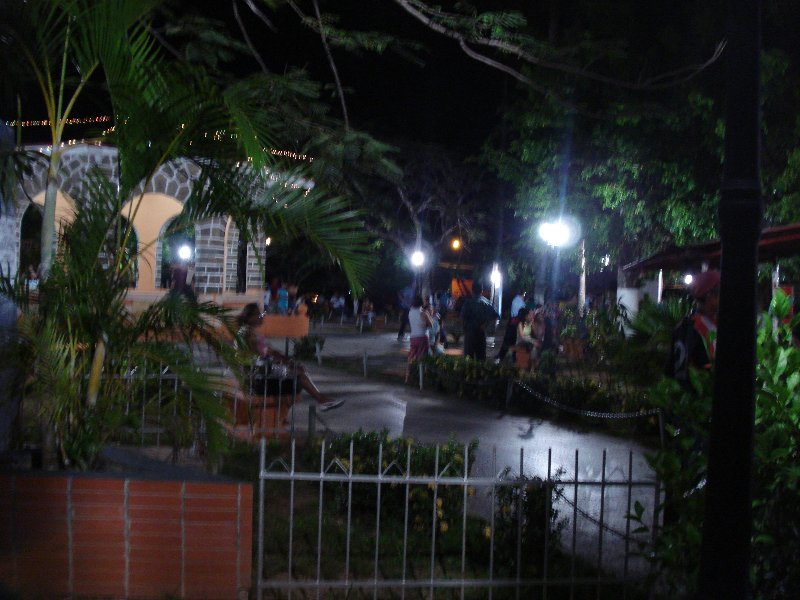
Parque Santiago
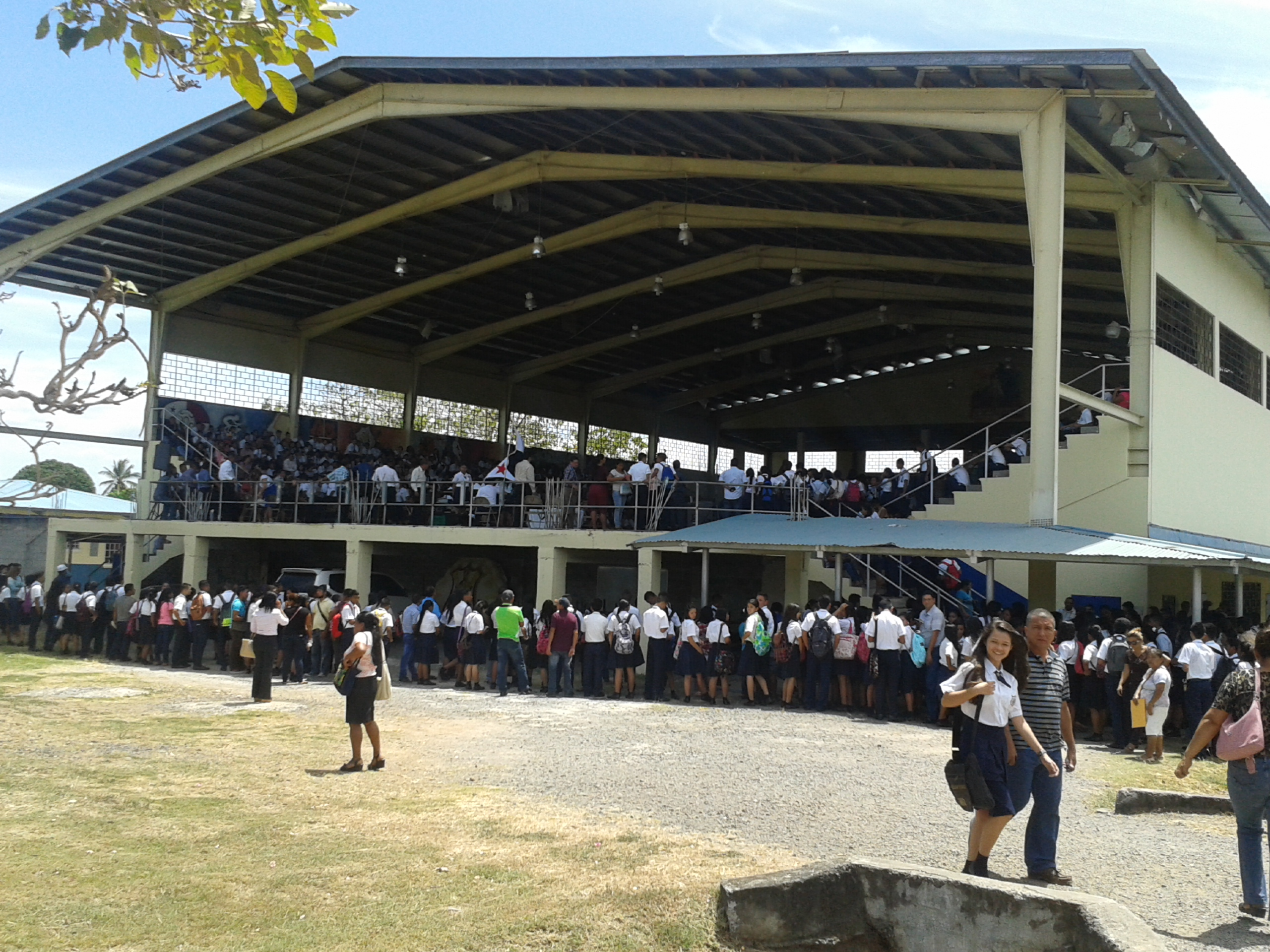
Instituto Urracá